# Mario Velasco Carvallo
Mario Velasco Carvallo (Santiago de Chile, septiembre de 1961) es un guionista, productor y director de cine y TV chileno.

## Biografía
Es hijo del filósofo Francisco Velasco Montt y Paz Carvallo Arriagada. Está casado con la pintora y fotógrafa Paula Swinburn y tienen tres hijos.
Estudió Licenciatura en Teoría e Historia del Arte en la Facultad de Arte de la Universidad de Chile, y asistió al Curso de Filosofía Básica en la Facultad de Filosofía de la Pontificia Universidad Católica de Chile; posteriormente realizó un M.A. en Cinema Studies en la Tisch School of the Arts de la Universidad de Nueva York, y el seminario de escritura de guiones con Syd Field en el Fashion Institute of Technology, Nueva York. En 2009 realiza el seminario de guiones "Story" de Robert McKee.
Trabajó como asistente de producción de Juan Downey en The Return of the Motherland y otros proyectos audiovisuales, y como productor en D.A.P. (Deutsche Amerikanische Productionevereinigung), Nueva York, junto a Jürgen Straub.
En 1995 fue coordinador general de la exposición “Juan Downey: Instalaciones, Dibujos y Videos”, realizada en el Museo Nacional de Bellas Artes de Santiago de Chile.
Entre 1995 y 2005 trabajó para el empresario chileno Manuel Cruzat como jefe de proyectos del departamento de estudios y como ejecutivo de diferentes empresas.
En 2005 creó la empresa Magallánica S.A. y en 2007 ganó un premio Consejo Nacional de Televisión (Chile) para producir la serie de TV y largometraje Monvoisin, basado en la vida en Chile del pintor francés Raymond Monvoisin.
En 2009 fue productor de Robert McKee Chile Story, auspiciado por el diario El Mercurio, 20th Century Fox, Televisión Nacional de Chile, y patrocinado por Dirac del Ministerio de Relaciones Exteriores de Chile, Ministerio de Educación de Chile, Fundación Gonzalo Rojas y las principales universidades de Chile. En 2010 produce Robert McKee Chile Género: Horror, Suspenso, Comedia, Romance, y Robert McKee Brasil Story.
En 2010 produce Juan José Campanella en Chile, con el auspicio de Televisión Nacional de Chile y Universidad Mayor.
En 2011 produce Robert McKee Colombia Story, Guillermo Arriaga en Chile, y toma la representación para Latinoamérica de John Truby.
En 2012 produce el Curso de Guion Cinematográfico del director y escritor mexicano Guillermo Arriaga en Londres, Los Ángeles y Nueva York.
En 2013 trae a Chile al novelista, guionista y director de cine Rex Pickett para escribir Sideways 3 Chile, tercera parte de la novela Sideways (Entre copas en Latinoamérica), llevada al cine por el director Alexander Payne. También trae al profesor de guionismo John Truby para realizar su curso The Anatomy of Story, y a la profesora de actuación Ivana Chubbuck para realizar el Seminario Taller de Actuación para Cine y Televisión, El Poder del Actor.
Fue productor asociado de El sueño de todos, película sobre la Selección nacional de fútbol de Chile en su camino al Campeonato Mundial de Fútbol en Brasil 2014, distribuida por 20th Century FOX Chile.
En 2010, junto a Paula Swinburn, fue curador de la exposición de retratos de Raymond Monvoisin en Casas de Lo Matta, Las mujeres de Monvoisin.

## Director
Monvoisin (2009)

## Guionista
- 1991 - The Barefoot Land: Narra las andanzas de un pintor sospechoso de asesinato en las costas de Cabo Cod.
- 2007 - Allende: Narra los dos últimos días de vida del Presidente Salvador Allende.
- 2008 - Lautaro: Narra la relación entre Lautaro y Pedro de Valdivia. Guion escrito conjuntamente con José Francisco Zegers.
- 2006-2009 - Monvoisin: Narra la historia en Chile del pintor francés y bordelés Raymond Monvoisin, entre los años 1843 y 1857.
- 2011 - Los 33: Narra la espera y el rescate de 33 mineros de la Mina San José en el norte de Chile.
- 2013 - Oveja naranja: Narra las aventuras de Oveja Naranja (sitcom animado para adultos).
- 2014 - El sueño de todos: Película sobre la Selección Nacional de Fútbol de Chile camino a Brasil 2014.

- Datos: Q5999124